# Seven Kingdoms (banda)
Siete Reinos es una banda de power metal estadounidense de DeLand, Florida. La banda fue formada en DeLand en 2007 por el guitarrista Camden Cruz y el vocalista Bryan Edwards, después de que se separaran de su banda anterior, This Solemn Vow. La banda ha cambiado repetidamente de miembros, y actualmente incluye  como vocalista a Sabrina Valentine, Camden Cruz como guitarrista, Kevin Byrd como guitarrista, Keith Byrd como guitarrista y  Aaron Sluss como bajista.
La banda grabó su álbum debut independiente, Brothers of the Night, en 2007. El álbum fue fuertemente inspirado en la obra del novelista de fantasía George R. R. Martin. Su segundo álbum, Seven Kingdoms, fue lanzado por Nightmare Recordings en julio del 2010.
Desde su conformación, la banda ha tocado en varios espectáculos en los Estados Unidos y Canadá, incluyendo el showcase internacional ProgPower EE. UU. en Atlanta (septiembre de 2010).

## Historia
Camden Cruz y Bryan Edwards formaron la banda en 2007. Los siguientes en unirse fueron los hermanos Kevin y Keith Byrd en la guitarra y la batería, respectivamente. Para completar el grupo estaban John Zambrotto en el teclado, y Cory Stene con el bajo. Edwards propuso varios nombres para la banda basados en la serie de fantasía épica Una Canción de Hielo y Fuego, del novelista George R. R. Martin, y los miembros de banda escogieron el nombre "Seven Kingdoms".  Hermanos de la Noche fue grabado en agosto de 2007, en los Estudios Morrisound en Temple Terrace. El álbum, fuertemente influenciado por las novelas de Martin, fue lanzado independientemente en noviembre de 2007.
El año siguiente hicieron un tour por toda Florida para promocionar el álbum. En enero de 2008,  reemplazaron a Aghora en el Florida's Hellstock. En mayo de 2008 tocaron en el Espectáculo Máximo de Metal en San Petersburgo, Florida.
A principios de 2009 la banda se movía en una nueva dirección para la preparación de su segundo álbum. Durante su desarrollo, la banda decidió finalmente que el teclado no iba a aparecer, y Zambrotto salió de la banda. Pronto lo siguieron Edwards y Stene. Miles Neff se convirtió en el nuevo bajista y Sabrina Valentine en la nueva vocalista. El segundo álbum, Seven Kingdoms, fue grabado en septiembre de 2009. En noviembre del mismo año, la banda firmó con Intromental Management un trato de reserva mundial y de negocios . Hicieron la apertura para la banda W.A.S.P. en el Club Firestone en Orlando, Florida en marzo de 2010.
En abril de 2010, Seven Kingdoms firmó un acuerdo mundial con Nightmare Records para su segundo álbum. Aquel mes eran el tema de una entrevista en la emisora Beach 92.7 y se presentaban en el SwordFest con Cage. Su segundo álbum, Seven Kingdoms, fue lanzado en julio de 2010. Contenía 11 canciones y una aparición del cantante Wade Black de Crimson Glory. Seven Kingdoms tocaron en el ProgPower de EE. UU. en septiembre de 2010, haciendo apertura para el Midweek Mayhem. Aquel mes el bajista Miles Neff se separó de la banda, quien fue reemplazado por Aaron Sluss. En noviembre empezaron el tour The Sacred Worlds y Songs Divine, abriendo para Blind Guardian y Holy Grail. También tocaron en el Powerfest II de Florida, un festival organizado por la guitarrista Camden Cruz, el 18 de diciembre de 2010. En 2011 tocaron en el Uniting the Powers of Metal Tour por toda la costa este junto con Artizen, Widow y Creation's End. En marzo y abril de 2013, la banda tocó por primera vez en Europa, junto con Amaranthe y Stratovarius, en un tour a través de 13 países.

## Discografía
Seven Kingdoms cuenta hasta la fecha con cinco álbumes de estudio, junto a dos EP y tres sencillos. Todos los álbumes, con excepción de su álbum debut, Brothers of the Night, han tenido a Sabrina Cruz como cantante. La banda se ha caracterizado por el sonido del doble bombo, guitarras harmonizadas, solos de guitarra rápidos y voces limpias y de un amplio registro. Si bien el éxito de Seven Kingdoms ha ido en aumento dentro del nicho del Power Metal, es una banda pequeña que usualmente ha tenido que recurrir al financiamiento por parte de páginas terceras, como Kickstarter.
Sus discos están fuertemente influenciados por la fantasía y ciencia ficción, como historias del Señor de los Anillos, Star Wars, H.P. Lovecraft y Dungeons & Dragons.

#### Álbumes de Estudio
- Brothers of the Night (2007)
- Seven Kingdoms (2010)
- The Fire is Mine (2012)
- Decennium (2017)
- Zenith (2022)

#### EP
- In The Walls (2016)
- Empty Eyes (2019)

#### Sencillos
- The Great Goat Rodeo (2020)
- The Boys of Summer (2020)
- The Square (2024)

### Brothers of the Night (2007)
Brothers of the Night es el primer álbum de Seven Kingdoms lanzado de forma independiente el 4 de diciembre de 2007. Este primer disco de estudio los llevaría más tarde a firmar un acuerdo con Nightmare Records. Este primer álbum fue grabado en el estudio personal de Camden Cruz y tuvo un sonido mezclando el Power Metal con Death Metal, siendo también un proyecto salido desde la escuela por parte Camden. Brothers of the Night fue grabado en dos locaciones: en el estudio personal de Camden Cruz se grabaron las guitarras, batería, teclados y bajo, mientras que en Morrisound Studios, Tampa, Florida, se grabaron las voces y solos de teclado.
Bryan Edwards fue el vocalista de este primer álbum junto a Camden Cruz y Kevin Byrd en las guitarras, John Zambrotto en los teclados, Cory Stene en el bajo y a Keith Byrd en la batería.
Con una duración de 57 minutos y 30 segundos, este LP consta de diez canciones:
1. Eyes of Summer (04:27)
2. Stormborn (04:04)
3. We Do Not Sow (The Legacy of Black Harren, Part I) (05:21)
4. Blackwater Rush (07:10)
5. The Bloody Meadow (07:49)
6. Dragonflight (05:11)
7. The Long Night (04:05)
8. Watchers on the Wall (06:08)
9. Towers of Hubris (The Legacy of Black Harren, Part II) (06:08)
10. Winter Comes (07:07)

Duración total: 57:30

### Seven Kingdoms (2010)
Bajo la mano de Nightmare Records, Seven Kingdoms lanzó el 13 de julio de 2010 junto a Sabrina Valentine (quién luego se casaría con Camden Cruz, adoptando su apellido) como vocalista, reemplazando a Bryan Edwards. En la grabación de este segundo disco de estudio, el bajista Cory Stene fue reemplazado igualmente, cambiando la alineación de la banda, conformada esta vez por Sabrina Cruz como vocalista, Camden Cruz y Kevin Byrd en las guitarras, Keith Byrd en la batería y Miles Neff en el bajo.
Este segundo álbum de estudio adoptó un sonido más cercano al Power Metal icónico de bandas como Helloween, Blind Guardian y Stratovarius, pero caracterizándose por la voz femenina de Sabrina Cruz, dejando atrás los guturales casi en su totalidad y blastbeats del Trash Metal, exceptuando a la canción "Eyes of the North". 
Al igual que Brothers of the North, Seven Kingdoms se grabó y masterizó en Morrisound Studios (actualmente Morrisound Recordings) en Tampa, Florida.
Lista de canciones:
1. Prelude (01:19)
2. Somewhere Far Away (04:45)
3. The Ones Who Betrays the Flame (05:11)
4. Open The Gates (06:30)
5. Vengance by the Sons of a King (06:06)
6. Wolf in Sheep's Clothes (04:28)
7. A Murder Never Dead (04:03)
8. Into the Darkness (05:58)
9. Eyes of the North (04:28)
10. Thunder of the Hammer (04:44)
11. Seven Kingdoms (08:51)

Duración total: 56:23

### The Fire is Mine (2012)
Nuevamente bajo el sello de Nightmare Records, Seven Kingdoms lanzó su tercer álbum de estudio "The Fire is Mine" el 9 de octubre de 2012 con un nuevo cambio de uno de sus integrantes. Aaron Sluss reemplazó a Miles Neff como bajista, manteniéndose esta nueva formación hasta Decennium. Este LP tuvo canciones que hasta el día de hoy tocan en vivo, abriendo los shows con "After the Fall" y tocando de vez en cuando "The Fire is Mine". También se incluyó una balada "Kardia" dentro de las canciones del disco. 
Como sus demás lanzamientos, The Fire is Mine continúa con la temática fantástica y bélica en las letras de sus canciones, pero llevándolas a un nuevo nivel de escritura y composición.
Nuevamente este LP fue grabado y masterizado en Morrisound Studios (Morrisound Recordings).
Lista de Canciones:
1. Beyond the Wall (01:17)
2. After the Fall (05:41)
3. Forever Brave (05:11)
4. Flame of Olympus (04:54)
5. Symphony of Stars (05:37)
6. The Fire is Mine (05:38)
7. Kardia (04:55)
8. Fragile Minds Collapse (06:03)
9. In the Twisted Twilight (05:01)
10. A Debt Paid in Steel (00:56)
11. The King of the North (07:50)

Duración total: 53:03

### Decennium (2017)
Continuando con la misma alineación que en The Fire is Mine, Seven Kingdoms lanzó su cuarto álbum de estudio Decennium en forma de celebración de su décimo aniversario desde su debut. Esta vez con un sonido más limpio y futurista, la banda se adentró en un Power Metal más melódico que en lanzamientos anteriores. 
Para el lanzamiento de este disco, la banda recaudó más de 12.000 dólares vía Kickstarter y por su EP "In the Walls", canción inspirada por los cuentos de H.P. Lovecraft. Con la salida de Decennium y una recaudación de más de 50.000 dólares, consiguieron la atención de Napalm Records que les permitió la grabación en estudio de "Neverending", además de vídeos con letras para "Stargazer" y "In the Walls". 
Con la ayuda de Jim Morris, grabaron y mezclaron Decennium de forma independiente y la masterización estuvo a cargo de Jacon Hansen, conocido por trabajar con bandas como Pretty Maids y Amaranthe.
De este cuarto disco de estudio, las canciones "In the Walls", "Kingslayer" y "Neverending" han estado presentes en los shows.
Lista de canciones:
1. Stargazer (05:08)
2. Undying (05:12)
3. In the Walls (04:52)
4. The Tale of Deathface Ginny (04:55)
5. Castles in the Snow (05:09)
6. Kingslayer (05:56)
7. The Faceless Hero (04:16)
8. Neverending (05:46)
9. Hollow (04:49)
10. Awakened from Nothing (05:32)

Duración total. 51:35

### Zenith (2022)
Hasta la fecha, Zenith es el último disco lanzado por la banda hasta la actualidad. Con la salida de Aaron Sluss, Seven Kingdoms ha requerido de distintos bajistas para sus shows en vivo; sin embargo, la grabación de las pistas de bajo se realizaron en 8 Arms Studio con la ayuda de John Tyler McDaniel. Casi todas las pistas fueron grabadas en sitios diferentes debido a que este disco pudo desarrollarse gracias a las donaciones de los fanáticos que superaron los 50.000 dólares, además del acuerdo con Distortion Music Group.
Zenith se lanzó el 17 de junio de 2022, teniendo entre su lista de canciones el EP "Empty Eyes", además de nuevos clásicos como: "Valonqar" y "Universal Terrestrial", además de "I Hate Myself for Loving You", cover de Joan Jett & the Blackhearts.
Hasta la fecha, Zenith ha sido el disco más corto de la banda.
Lista de canciones:
1. Diamond Handed (04:04)
2. A Silent Remedy (04:02)
3. Love Dagger (03:10)
4. Chasing the Mirage (04:25)
5. Valonqar (04:15)
6. Empty Eyes (03:50)
7. Magic in the Mist (03:54)
8. Universal Terrestrial (03:43)
9. The Water Dance (05:01)
10. Life Sings (03:30)
11. I Hate Myself for Loving You (cover de Joan Jett & the Blackhearts) (03:46)

Duración total: 43:40

## Miembros
Desde la formación de la banda, Camden Cruz y los hermanos Kevin y Keith Byrd han mantenido sus puestos en la banda como músicos y compositores. Solo hubo un cambio de vocalista, de Bryan Edwards a Sabrina Cruz, mientras que ha habido varios cambios de bajista, pasando desde Cory Stene y Miles Neff, hasta Aaron Sluss y John Tyler McDaniel.
Lista de miembros:
- Bryan Edwards (2007 - 2009)
- Camden Cruz (2007 - Actualidad)
- Cory Stene (2007 - 2008)
- Kevin Byrd (2007 - Actualidad)
- Keith Byrd (2007 - Actualidad)
- Sabrina Cruz (2009 - Actualidad)
- John Zambrotto (2009 - 2010)
- Miles Neff (2009 - 2010)
- Aaron Sluss (2010 - 2018)
- John Tyler McDaniel (2018 - 2022)